# Kanton La Tour-du-Pin
Kanton La Tour-du-Pin (fr. Canton de La Tour-du-Pin) je francouzský kanton v departementu Isère v regionu Rhône-Alpes. Skládá se z 15 obcí.

## Obce kantonu
- Cessieu
- La Chapelle-de-la-Tour
- Dolomieu
- Faverges-de-la-Tour
- Montagnieu
- Montcarra
- Rochetoirin
- Saint-Clair-de-la-Tour
- Saint-Didier-de-la-Tour
- Sainte-Blandine
- Saint-Jean-de-Soudain
- Saint-Victor-de-Cessieu
- Torchefelon
- La Tour-du-Pin
- Vignieu